# Amata everetti
Amata everetti är en fjärilsart som beskrevs av Rothschild 1910. Amata everetti ingår i släktet Amata och familjen björnspinnare. Inga underarter finns listade i Catalogue of Life.